# ピペリン
ピペリン (英: piperine) は、アルカロイドに分類される有機化合物のひとつで、シス-トランス異性体のカビシン（Z,Z体。シャビシンとも）とともに、ブラックペッパーの辛みのもととなっている成分である。この化合物は、伝統医学や殺虫剤の用途にも用いられてきた。
1819年、ハンス・クリスティアン・エルステッドによって、Piper nigrum（コショウ）の果実から最初に発見された。ヒハツ(Piper Lognum)とヒハツモドキ (Piper officinarum) や、Piper guineense（西アフリカ産コショウ）にも含まれている。
ピペリンやカプサイシンの辛みは、感覚神経に発現している温度受容体TRPV1（TRPVイオンチャネルファミリーのひとつ）の活性化によりもたらされる。
ピペリンはまた、生体異物や代謝産物の代謝・輸送をつかさどるヒトのCYP3A4やP-グリコプロテインのはたらきを阻害する。
ピペリンが、薬物代謝に重要な他の酵素をも阻害した動物実験の結果が報告されている。
薬物の代謝を阻害する働きにより、ピペリンはさまざまな化合物の生物学的利用能を向上させる可能性がある。ヒトでクルクミンの生物学的利用能を2,000%まで向上させたという報告がある。
一方、薬物との相互作用が報告されており、多量に摂取すると健康被害が発生する可能性を否定できず、注意が必要とされる。